# Adinett Nsabimana
Adinett Nsabimana (* 1987 oder 1988 in Burundi) ist eine US-amerikanische Schauspielerin.

## Leben
Nsabimana wurde im ostafrikanischen Staat Burundi geboren. Sie spricht fünf Sprachen fließend, darunter Englisch, Kinya-rwanda und Kirundi. Sie besuchte die Texas Woman’s University und zog nach ihrem dortigen Abschluss nach Los Angeles. Ab 2009 spielte sie in Kurzfilmen mit, 2012 gab sie ihr Filmschauspieldebüt in 5 Minutes. Im selben Jahr war sie im Film Black November und in einer Episode der Fernsehserie We the People with Gloria Allred zu sehen. 2015 verkörperte sie im Film Hänsel vs. Gretel die Rolle der Hexe Morai. 2019 spielte sie in einer Episode der Fernsehserie The Good Place in der Rolle der Rokhaya mit. 2020 hatte sie eine Nebenrolle im Blockbuster Birds of Prey: The Emancipation of Harley Quinn inne. Anschließend folgten mehrere Rollen in verschiedenen Kurzfilmen. 2022 erhielt sie eine Episodenrolle in der Fernsehserie Magnum P.I..

## Filmografie (Auswahl)
- 2009: The Guitarist (Kurzfilm)
- 2011: The Grift (Kurzfilm)
- 2012: 5 Minutes
- 2012: Black November
- 2012: We the People with Gloria Allred (Fernsehserie, Episode 1x136)
- 2013: The Hustle (Fernsehserie, Episode 1x05)
- 2013: Dear Secret Santa (Fernsehfilm)
- 2014: WipeOut (Kurzfilm)
- 2014: Rake (Fernsehserie, Episode 1x04)
- 2014: Faking It (Fernsehserie, Episode 1x07)
- 2014: Bachelor Night
- 2015: Hänsel vs. Gretel (Hansel vs. Gretel)
- 2016: The Forgiven
- 2017: Africans of Hollywood (Fernsehserie)
- 2018: Off Track (Kurzfilm)
- 2018: Coming to Hollywood (Fernsehserie)
- 2019: The Good Place (Fernsehserie, Episode 4x09)
- 2020: Birds of Prey: The Emancipation of Harley Quinn (Birds of Prey (and the Fantabulous Emancipation of One Harley Quinn))
- 2020: Only the Best (Kurzfilm)
- 2020: Us vs. Them (Kurzfilm)
- 2020: Respect (Kurzfilm)
- 2020: The Look (Kurzfilm)
- 2020: The Long Game (Kurzfilm)
- 2021: Consequences (Fernsehserie, 2 Episoden)
- 2022: Magnum P.I. (Fernsehserie, Episode 4x20)